# Баден (линеен кораб, 1915)
Вижте пояснителната страница за други значения на Баден.
„Баден“ (на немски: SMS Baden) е линеен кораб на Германския императорски военноморски флот от Първата световна война, принадлежи към серията супердредноути от типа „Байерн“. Спуснат е на вода през октомври 1915 г., влиза в строй през март 1917 г., ставайки последният германски линеен кораб, предаден на флота преди края на войната.
Главният калибър на кораба се състои от осем 380-мм оръдия, разположени в четири двуоръдейни кули. Пълната водоизместимост на кораба е 32 000 тона, максималната му скорост – 21 възела (39 км/ч). „Баден“, заедно с еднотипния „Байерн“ са най-мощните линейни кораби, построени за Императорските ВМС на Германия.
След влизането си в строй „Баден“ става флагмански кораб на флота, заменяйки в това си качество „Фридрих дер Гросе“. След поражението на Германия корабът е интерниран в британската военноморска база Скапа Флоу, присъединявайки се към вече намиращите се там германски кораби. На 21 юни 1919 г. контраадмирал Лудвиг Ройтер издава заповед за потопяването на германската флота. Британските моряци успяват да се качат на борда на потъващия „Баден“, след което го отвеждат към плитчините, където той потъва. По-късно линкорът е изваден и щателно изучен от британските специалисти. През 1921 г. корабът е подложен на серия изпитателни стрелби, след което силно повреденият „Баден“ е потопен.